# Karl Hanssen
Karl Adolf August Hanssen (* 5. Juli 1887 in Porto Alegre; † 13. September 1916) war ein deutscher Fußballspieler. In den Jahren 1910 und 1911 lief er auch dreimal für die deutsche Fußballnationalmannschaft auf.

## Karriere

### Vereine
Über die Umstände, die ihn aus Brasilien an die Unterelbe kommen ließen, ist nichts bekannt. Der Rechtsaußen spielte ab 1903 beim Altonaer FC von 1893, obwohl die Altonaer Schulaufsicht diese Betätigung allen Schülern ausdrücklich verboten hatte, und erzielte gleich in seinem ersten Spiel gegen den Hamburger FC 88 drei Treffer. In der Saison 1908/09 wurde er mit den Schwarz-Weiß-Roten nach drei zweiten Plätzen Hamburg-Altonaer und anschließend auch erstmals norddeutscher Meister; im Endspiel gegen Titelverteidiger Eintracht Braunschweig trug Hanssen zwei Tore zum 6:2 bei. Auch in der Endrunde um die deutsche Meisterschaft erzielte Hanssen einen Treffer zum 4:2-Sieg über den Brandenburger Vertreter FC Tasmania Rixdorf, ging aber – wie seine Sturmkollegen, darunter der inzwischen zu Altona gestoßene Sturmtank Adolf Jäger – im Halbfinale gegen Viktoria 89 Berlin leer aus.
Den Hamburg-Altonaer (gelegentlich auch „Großhamburger“) Titel konnte er mit seinem Klub 1910, 1911 und 1912 verteidigen. Nachdem er 1913, gerade von einer Leistenoperation genesen, während einer Partie seines AFC gegen Borussia Harburg bei einem Zusammenstoß mit einem gegnerischen Spieler vier Zähne verlor, hörte er mit dem Fußballspielen auf und betätigte sich sportlich nur noch beim Tennis. So kam er auch nicht mehr in der zur Saison 1913/14 eingeführten Norddeutschen Verbandsliga zum Einsatz, in der seine Altonaer am Ende vor Holstein Kiel und Hannover 96 den Titel holten.

### Nationalmannschaft
Er debütierte als zweiter Altonaer Spieler nach Jäger, dem er im Verein zahlreiche Torvorlagen servierte, am 16. Oktober 1910 in Kleve beim 1:2 gegen die Niederlande in der Nationalmannschaft. Am 14. April 1911 gehörte er erneut zu der deutschen Mannschaft, die erstmals gegen die Amateurauswahl Englands nicht verlor, sondern ihr in Berlin ein 2:2-Unentschieden abtrotzte – und Hanssen bereitete mit einer Maßvorlage einen der beiden deutschen Treffer durch den Kieler Ernst Möller vor. Nach seiner Berufung zum Auswärtsspiel gegen Belgien am 23. April desselben Jahres fand er jedoch keine weitere Berücksichtigung in der Nationalmannschaft mehr.

## Sonstiges
Hanssen, zum Wehrdienst herangezogen, fiel 29-jährig als Soldat im Ersten Weltkrieg.